# Juanettia
Juanettia is een geslacht van eenoogkreeftjes uit de familie van de Chondracanthidae. De wetenschappelijke naam van het geslacht is voor het eerst geldig gepubliceerd in 1921 door Wilson C.B..

## Soorten
- Juanettia continentalis Villalba & Fernandez, 1985
- Juanettia cornifera Wilson C.B., 1921